# Prusias lanceolatus
Prusias lanceolatus är en spindelart som beskrevs av Simon 1897. Prusias lanceolatus ingår i släktet Prusias och familjen jättekrabbspindlar. Inga underarter finns listade i Catalogue of Life.